# Patelloida pseudopygmaea
Patelloida pseudopygmaea is een slakkensoort uit de familie van de Lottiidae. De wetenschappelijke naam van de soort is voor het eerst geldig gepubliceerd in 2008 door Nakano & Aswan.